# A Valley View gonosztevői
A Valley View gonosztevői (eredeti cím: The Villians of Valley View) 2022 és 2023 között vetített amerikai vígjátéksorozat, amelyet Chris Peterson és Bryan Moore alkotott. A főbb szerepekben Isabella Pappas, Malachi Barton, Reed Horstmann, Kayden Muller-Janssen, James Patrick Stuart és Lucy Davis látható.
Amerikában 2022. június 3-án, míg Magyarországon 2023. április 3-án mutatta be a Disney Channel.
2024. október 2-án két évad után törölték a sorozatot.

## Ismertető
Vic egy őrült tudós, aki a szupergonosz Eva felesége. Három gyermekük van, Amy, Jake és Colby, és a gonosz Onyx által vezetett, Centropolis városában működő, Gonoszok Ligája nevű csoport tagja. Amikor Onyx átadja Surge-nak a főparancsnoki előléptetést, amit Slither-nek ad, Amy megpróbálja rávenni Onyxot, hogy gondolja meg magát, de hiába, ami azzal végződött, hogy Onyx megsértette a családját. Amy megtorlásképpen megtámadja Onyxot, a családja pedig menekülni kezd. Végül Valley View-ban telepednek le, Madden család álnéven. A Madden család azon fáradozik, hogy fenntartsák hétköznapi életüket, miközben megpróbálják megakadályozni, hogy a hatóságok, a szuperhősök és Onyx kegyencei rájuk találjanak, miközben összebarátkoznak a házinénik unokájával, Hartley-vel.

## Szereplők

### Főszereplők
| Szereplők                 | Színész               | Magyar hang          | Leírás |
| ------------------------- | --------------------- | -------------------- | --- |
| Amy Madden / Balhé        | Isabella Pappas       | Pekár Adrienn        | Tinédzser szupergonosz szonikus képességekkel, aki szembeszáll a Gonoszok Ligájának vezetőjével, és családját menekülésre kényszeríti.                                           |
| Colby Madden / Fürgeforma | Malachi Barton        | Tóth Csanád          | Amy és Jake öccse, aki tizenhárom éves kora után alakváltó képességekre tesz szert.                                                                                              |
| Jake Madden / Káosz       | Reed Horstmann        | Baráth István        | Amy és Colby szupererős bátyja, aki jobb emberré akar válni. |
| Hartley                   | Kayden Muller-Janssen | Csifó Dorina         | Maddenék szomszédja és Amy legjobb barátja, aki megtudja, hogy Maddenék szupergonoszok.                                                                                          |
| Vic Madden / Lángelme     | James Patrick Stuart  | Csík Csaba Krisztián | Amy, Colby és Jake apja, egy őrült tudós, aki zseniális intellektussal készít kütyüket. Civilben Vic a Valley View középiskola helyettesítő tanára lesz.                         |
| Eva Madden / Áram         | Lucy Davis            | Mezei Kitty          | Amy, Colby és Jake anyja, aki képes manipulálni az elektromosságot, és aki azon dolgozott, hogy a Gonoszok Ligájának főparancsnoka legyen, csakhogy Onyx átadta ezt Slither-nek. |

### Mellékszereplők
| Szereplők         | Színész            | Magyar hang   | Leírás                                                                                         |
| ----------------- | ------------------ | ------------- | ---------------------------------------------------------------------------------------------- |
| Celia             | Patricia Belcher   | Garami Mónika | Hartley nagymamája és Maddenék házinénije.                                                     |
| Ónix              | Steven Blum        | Orbán Gábor   | A Gonoszok Ligájának vezetője.                                                                 |
| Judith / Seregély | Mariah Iman Wilson |               | Tizenéves szuperhős, aki repülési és időfagyasztási képességekkel rendelkezik, Havoc nemezise. |

### Magyar változat
A szinkront az SDI Media Hungary készítette.
- Bemondó: Pál Tamás
- Magyar szöveg: Szemere Laura
- Hangmérnök: Bogdán Gergő és Tóth Anna Boglárka
- Vágó: Kelemen Zoltán
- Gyártásvezető: Rába Ildikó
- Szinkronrendező: Dobay Brigitta
- Produkciós vezető: Orosz Katalin

## Évados áttekintés
| Évad | Évad | Epizódok | Eredeti sugárzás | Eredeti sugárzás  | Magyar sugárzás  | Magyar sugárzás    |
| Évad | Évad | Epizódok | Évadpremier      | Évadfinálé        | Évadpremier      | Évadfinálé         |
| ---- | ---- | -------- | ---------------- | ----------------- | ---------------- | ------------------ |
|      | 1    | 19       | 2022. június 3.  | 2022. december 2. | 2023. április 3. | 2023. december 23. |
|      | 2    | N/A      | 2023. június 15. | N/A               | 2024. március 4. | N/A                |

## Epizódok

### 1. évad
| #   | #   | Eredeti cím                      | Magyar cím                                 | Rendezte               | Írta                              | Eredeti premier    | Magyar premier     |
| --- | --- | -------------------------------- | ------------------------------------------ | ---------------------- | --------------------------------- | ------------------ | ------------------ |
| 1.  | 1.  | Finding Another Dimension        | Másik dimenzió keresése                    | Victor Gonzalez        | Chris Peterson és Bryan Moore     | 2022. június 3.    | 2023. április 3.   |
| 2.  | 2.  | Trust No One                     | Ne bízz senkiben                           | Victor Gonzalez        | Chris Peterson és Bryan Moore     | 2022. június 3.    | 2023. április 4.   |
| 3.  | 3.  | The Villain Experience           | A gazember élmény                          | Victor Gonzalez        | LaTonya Croff                     | 2022. június 10.   | 2023. április 5.   |
| 4.  | 4.  | Belts, Bulls & Superfans         | Övek, bikák és szuperfanok                 | Guy Distad             | Omar Ponce                        | 2022. június 17.   | 2023. április 6.   |
| 5.  | 5.  | ColossaCon!                      | Kolosszális!                               | Trevor Kirschner       | Ken Blankstein                    | 2022. június 24.   | 2023. április 7.   |
| 6.  | 6.  | Super Secrets                    | Szupertitkok                               | Danielle Fishel        | Christine Zander                  | 2022. július 1.    | 2023. április 10.  |
| 7.  | 7.  | A Little Havoc                   | Egy kis Havoc                              | Jody Margolin Hahn     | Chris Peterson és Bryan Moore     | 2022. július 8.    | 2023. április 11.  |
| 8.  | 8.  | The Two Jakes                    | A két Jake                                 | Jody Margolin Hahn     | Kenny Byerly                      | 2022. július 15.   | 2023. április 12.  |
| 9.  | 9.  | Battle for My Brother            | Harc a fivéremért                          | Robbie Countryman      | Nick Rossitto és Patrice Asuncion | 2022. július 22.   | 2023. április 13.  |
| 10. | 10. | Unleash the Chaos                | Jöjjön a káosz                             | Monica Marie Contreras | Omar Ponce                        | 2022. július 29.   | 2023. április 14.  |
| 11. | 11. | Havoc-Ween                       | Káoszünnep                                 | Monica Marie Contreras | Vanessa Mancos                    | 2022. október 2.   | 2023. április 17.  |
| 12. | 12. | Showdown at the Round Up         | Leszámolás a találkozón                    | Danielle Fishel        | Erika Kaestle                     | 2022. október 7.   | 2023. április 18.  |
| 13. | 13. | Friend or Foe                    | Barát vagy ellenség                        | Trevor Kirschner       | Ken Blankstein                    | 2022. október 14.  | 2023. április 19.  |
| 14. | 14. | Vials and Tribulations           | Fiolák és megpróbáltatások                 | Bryan McKenzie         | LaTonya Croff                     | 2022. október 21.  | 2023. április 20.  |
| 15. | 15. | A Superhero in Valley View       | Szuperhős Valley View-ban                  | Danielle Fishel        | Nick Rossitto és Patrice Asuncion | 2022. október 28.  | 2023. április 21.  |
| 16. | 16. | We Don't Care                    | Nem érdekel minket                         | Jody Margolin Hahn     | Erika Kaestle                     | 2022. november 4.  | 2023. április 24.  |
| 17. | 17. | Bad Energy                       | Rossz energia                              | Jody Margolin Hahn     | Kenny Byerly                      | 2022. november 11. | 2023. április 25.  |
| 18. | 18. | No Escape                        | Nincs menekvés                             | Victor Gonzalez        | Chris Peterson és Bryan Moore     | 2022. november 18. | 2023. április 26.  |
| 18. | 18. | No Escape                        | Nincs menekvés                             | Victor Gonzalez        | Chris Peterson és Bryan Moore     | 2022. november 18. | 2023. április 27.  |
| 19. | 19. | How the Villains Stole Christmas | Hogyan lopták el a gazemberek a karácsonyt | Victor Gonzalez        | Rick Devine                       | 2022. december 2.  | 2023. december 23. |

### 2. évad
| #   | #   | Eredeti cím                               | Magyar cím                            | Rendezte               | Írta                              | Eredeti premier      | Magyar premier                    |
| --- | --- | ----------------------------------------- | ------------------------------------- | ---------------------- | --------------------------------- | -------------------- | --------------------------------- |
| 20. | 1.  | Villain Number One                        | A legfőbb szupergonosz                | Guy Distad             | Chris Peterson és Bryan Moore     | 2023. június 15.     | 2024. március 4. 2024. március 5. |
| 21. | 2.  | Power Hungry                              | Kölcsönerő                            | Monica Marie Contreras | Erika Kaestle                     | 2023. június 23.     | 2024. március 6.                  |
| 22. | 3.  | Dojo Mojo                                 | A dódzsó királya                      | Victor Gonzalez        | Nick Rossitto és Patrice Asuncion | 2023. június 30.     | 2024. március 7.                  |
| 23. | 4.  | Overnight Success                         | Siker egy csapásra                    | Jody Margolin Hahn     | Ken Blankstein                    | 2023. július 7.      | 2024. március 8.                  |
| 24. | 5.  | Party People                              | Partiarcok                            | Jody Margolin Hahn     | Kenny Byerly                      | 2023. július 24.     | 2024. március 11.                 |
| 25. | 6.  | Vases, Volcanoes & the Green-Eyed Monster | Vázák, vulkánok és a zöldszemű szörny | Lilan Bowden           | Pang-Ni L. Vogt és Aaron Vaccaro  | 2023. július 21.     | 2024. március 12.                 |
| 26. | 7.  | Fired Up                                  | Égető kérdés                          | Robbie Countryman      | LaTonya Croff                     | 2023. július 28.     | 2024. március 13.                 |
| 27. | 8.  | The Scare                                 | Ijesztgetés                           | Victor Gonzalez        | Erika Kaestle                     | 2023. augusztus 4.   | 2024. március 14.                 |
| 28. | 9.  | Family Secrets                            | Családi titkok                        | Victor Gonzalez        | Chris Peterson és Bryan Moore     | 2023. augusztus 11.  | 2024. március 15.                 |
| 29. | 10. | Power Struggle                            | Harc az erőért                        | Victor Gonzalez        | Chris Peterson és Bryan Moore     | 2023. augusztus 18.  | 2024. március 18.                 |
| 30. | 11. | Hidden Hero                               | Titkos hős                            | Danielle Fishel        | Lia Woodward és Leah Folta        | 2023. szeptember 17. | 2024. március 19.                 |
| 31. | 12. | The Promposal                             | Bálajánlat                            | Danielle Fishel        | Nick Rossito és Patrice Asuncion  | 2023. szeptember 24. | 2024. március 20.                 |
| 32. | 13. | The Haunted Jukebox                       | Az átkozott zenegép                   | Victor Gonzalez        | Ken Blankstein                    | 2023. szeptember 29. | 2024. március 21.                 |
| 33. | 14. | Guitar Hero                               | Gitárhős                              | Danielle Fishel        | Pang-Ni L. Vogt és Aaron Vaccaro  | 2023. október 8.     | 2024. március 22.                 |
| 34. | 15. | Bad Influence                             | Rossz hatás                           | Victor Gonzalez        | Joshua Krilov                     | 2023. október 15.    | 2024. március 25.                 |
| 35. | 16. | A Tale of Two Havocs                      | A két Balhé meséje                    | Bryan McKenzie         | Kenny Byerly                      | 2023. október 22.    | 2024. március 26.                 |
| 36. | 17. | The Return                                | A visszatérés                         | Jody Margolin Hahn     | Chris Peterson és Bryan Moore     | 2023. október 29.    | 2024. március 27.                 |
| 37. | 18. | A Very Villain Christmas                  | Nagyon gonosz karácsony               | Danielle Fishel        | LaTonya Croff                     | 2023. december 1.    | 2024. március 28.                 |

## A sorozat készítése
2021. december 10-én bejelentették, hogy a Disney Channel Los Angelesben megkezdte a Meet the Mayhems című sorozat forgatását, amelynek premierjét eredetileg 2022 nyarára tervezték. A sorozatot Chris Peterson és Bryan Moore készítette, akik egyben vezető producerek és showrunnerek is. 2022. április 28-án bejelentették, hogy a sorozat új címet kapott: A Valley View gonosztevői.